# Tiszamenti Vegyiművek
A Tiszamenti Vegyiművek (rövidítése: TVM) korábbi magyar állami vállalat, amely részvénytársasággá alakult, majd 2004-ben beolvadt a Bige Holding Kft. cégbe.

## Története
Amikor 1951. március 29-én az új állami vállalatot megalapították Szolnokon, a gazdaságpolitikai célkitűzés az Alföld műtrágyával való közvetlen kiszolgálása, továbbá a hazai ipar különböző ágainak fejlesztéséhez szükséges kénsav előállítása volt. Bár a tervek szerint már az első ötéves terv folyamán kénsavat,  szuperfoszfátot, kriolitot, kovasavat, kohósításra alkalmas piritpörköt és cementrezet kellett volna előállítania, ebből 1952-re a kénsavgyár valósult meg. Ezt követte a műtrágyagyár, a szervetlen pigment üzem, a mosószerüzem, a kriolit üzem, végül pedig a foszforsav és tripolifoszfát üzem telepítése. 
Az 1989-ben megindult privatizációs folyamat során 1992-ben a mosószerüzemet a Henkel Austria, a pigment üzemet pedig a Holland Colours/Apeldoorn vásárolta meg. A Tiszamenti Vegyiművek állami vállalat 1993-ban Tiszamenti Vegyiművek Rt. néven részvénytársasággá alakult át. 
A részvénytársaságot 1997-ben a Bige Holding Kereskedelmi és Termelő Kft. privatizálta, majd 2004-ben beolvadással megszűnt, és a továbbiakban Bige Holding Kft.-ként működik tovább.